# 奉國縣
奉國縣，後漢分閬中置。梁置白馬郡、義陽郡二郡，開皇初郡廢，并廢義陽縣入，屬巴西郡。
唐武德元年，改巴西郡為隆州，領閬中縣、南部縣、蒼溪縣、南充縣、相如縣、西水縣、晉城縣、奉國縣、儀隴縣、大寅縣十縣。武德七年，又以奉國屬西平州。貞觀元年，還屬隆州。。
宋代仍屬閬州，熙寧四年，省岐平縣為鎮入。
元併入蒼溪縣。遺址在閬中市東老觀鎮。